# Enumerazione (figura retorica)
L'enumerazione (dal latino enumeratǐo -ōnis, derivato da enumerāre, «enumerare, contare»), è una figura retorica di chiarificazione semantica, che consiste nel congiungere una serie di parole o sintagmi tramite asindeto o polisindeto.
L'enumerazione può essere anticipatoria o ricapitolativa, a seconda se viene collocata prima o dopo il concetto a cui si riferisce.
Sono forme di enumerazione l'accumulazione, che consiste nell'accostare una serie di elementi in modo ordinato o caotico, ma senza congiunzioni, e la distribuzione, che invece separa i termini con complementi, apposizioni o attributi.
 Sono casi particolari di enumerazione anche la reiterazione e l'anafora.
L'enumerazione è molto usata anche in pubblicità, quando vengono elencate le caratteristiche di un prodotto.
Esempi:
dono terribile del Dio,

come una spada fedele,

come una ruggente luce,

come la Gorgona,

come la centaurea veste»
(D'Annunzio, Maia, Laus Vitae)
(Dante Alighieri)